# زردشت (فتح أباد)
زردشت (بالفارسية: زردشت) هي قرية تقع في إيران في Fathabad Rural District. يقدر عدد سكانها بـ 308 نسمة بحسب إحصاء 2016.